# Bifröst (město)
Bifröst je malé město ležící na západě Islandu. Nachází se u silnice číslo 1 v kraji Mýrasýsla, přibližně 30 km severovýchodně od města Borgarnes a 105 km od hlavního města Reykjavík. Největší část zaujímá kampus Bifröst University, dále je ve městě například hotel, školka, sauna a posilovna.

## Okolí
Bifröst je obklopen více než 3500 let starým lávovým polem, které je pokryto mechem a vřesem.
V okolí města se nachází mnoho zajímavých míst:
- Grábrók – vulkán, jehož nadmořská výška je 173 m,[4] vzdálený cca 40 min chůze. Na vrchol vedou dřevěné schody
- Grábrókarfell – vulkán nacházející se hned vedle vulkánu Grábrók
- Hreðavatn - velké jezero jižně od areálu vzdálené cca 30 min chůze, možnost rybolovu
- Glanni – vodopád na řece Norðurá na jihu od areálu
- Paradísarlaut – malý rybník s čistou vodou nacházející se několik minut od Glanni
- Baula – strmá hora (ryolit) načervenalé barvy, cca 4 hodiny náročné chůze[5]

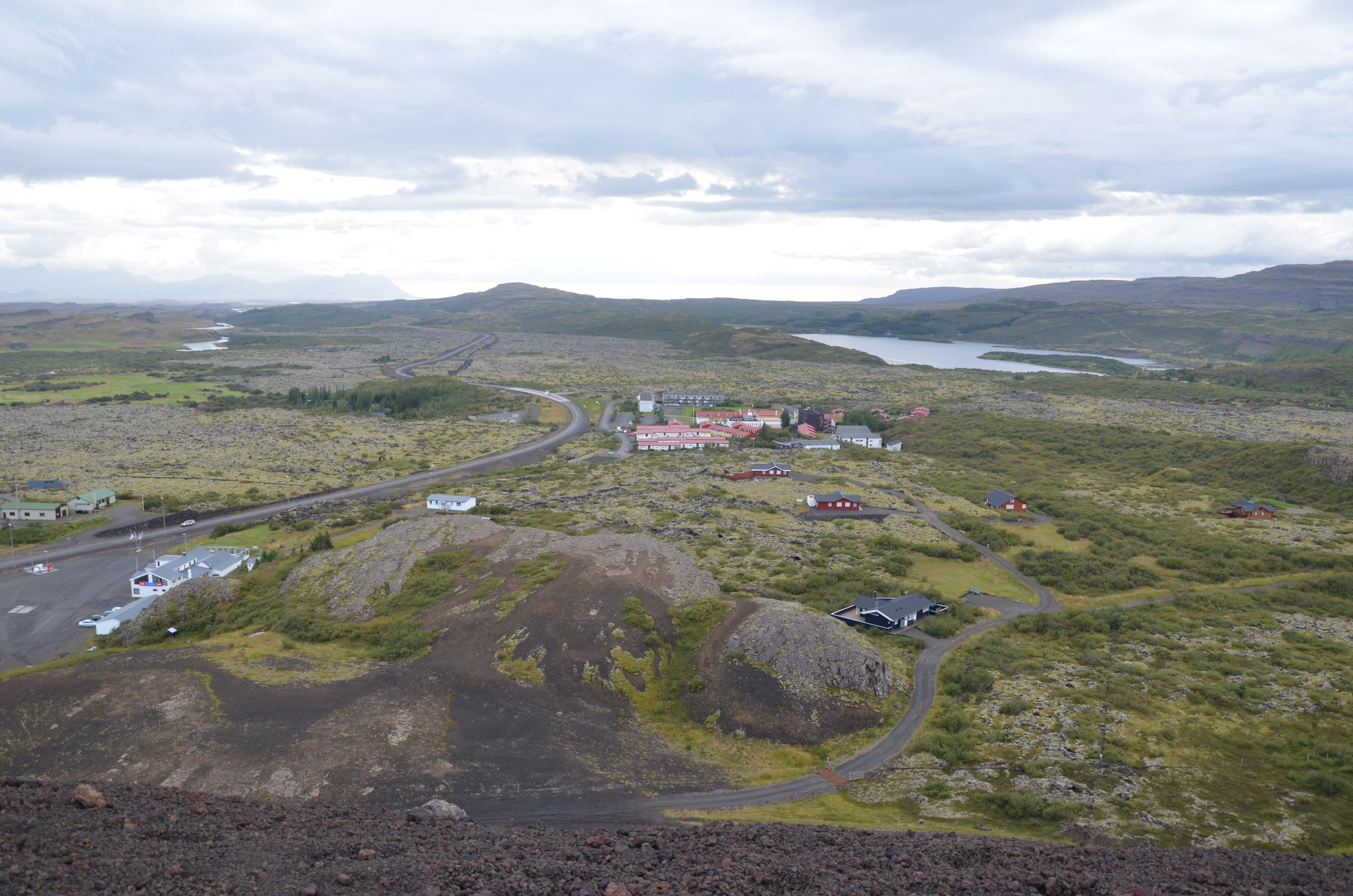
Bifröst
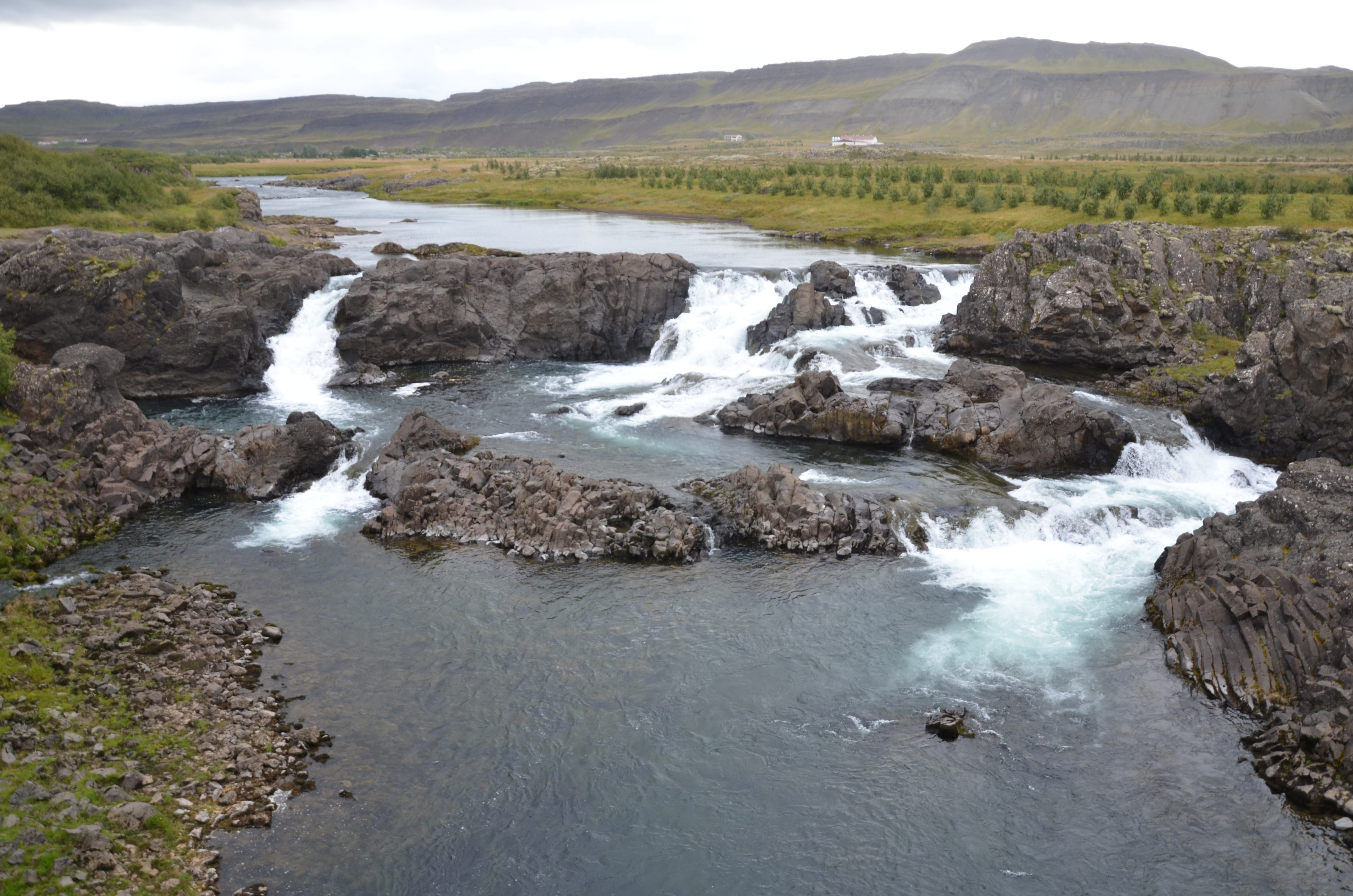
Glanni
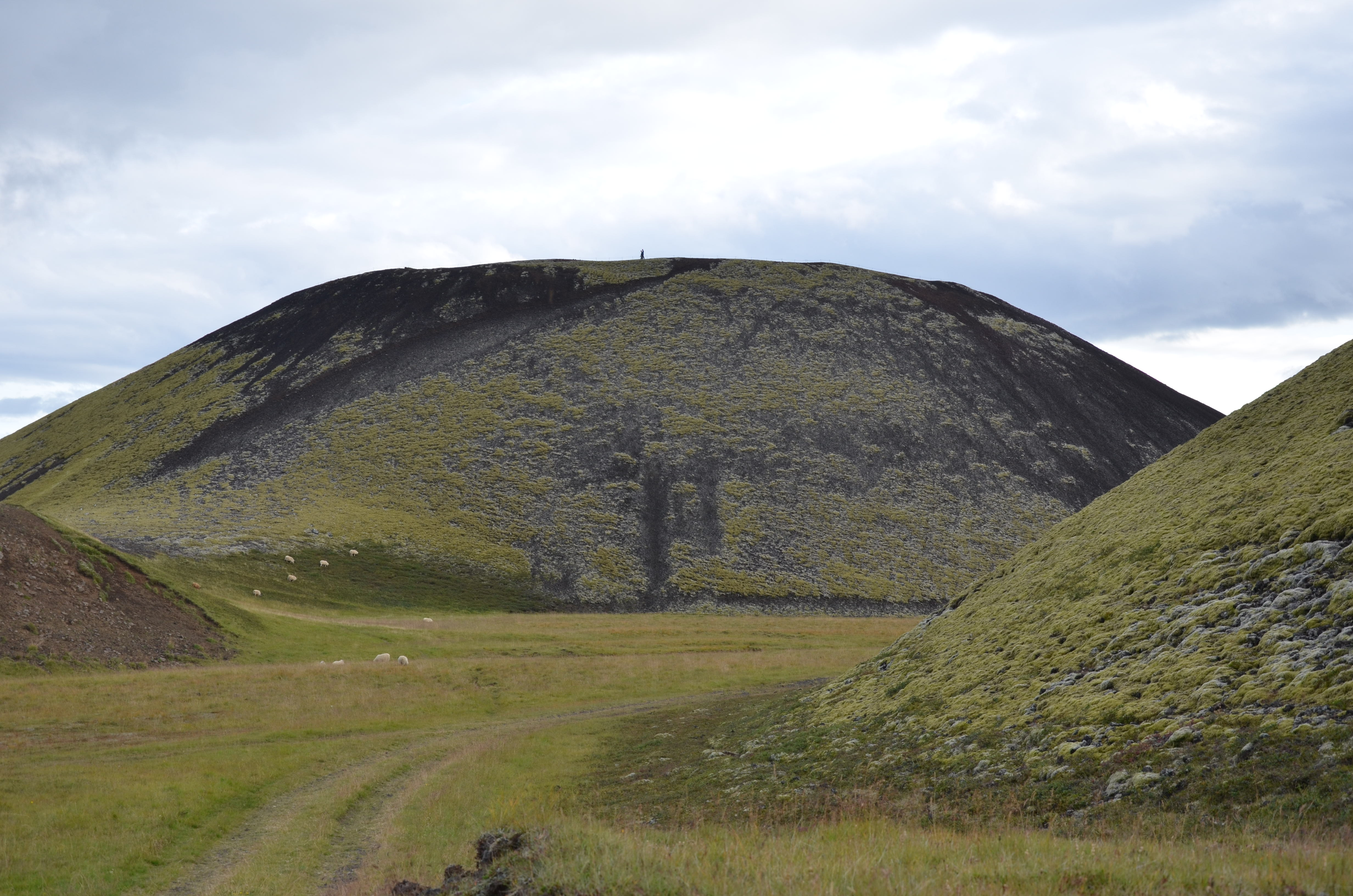
Grábrók
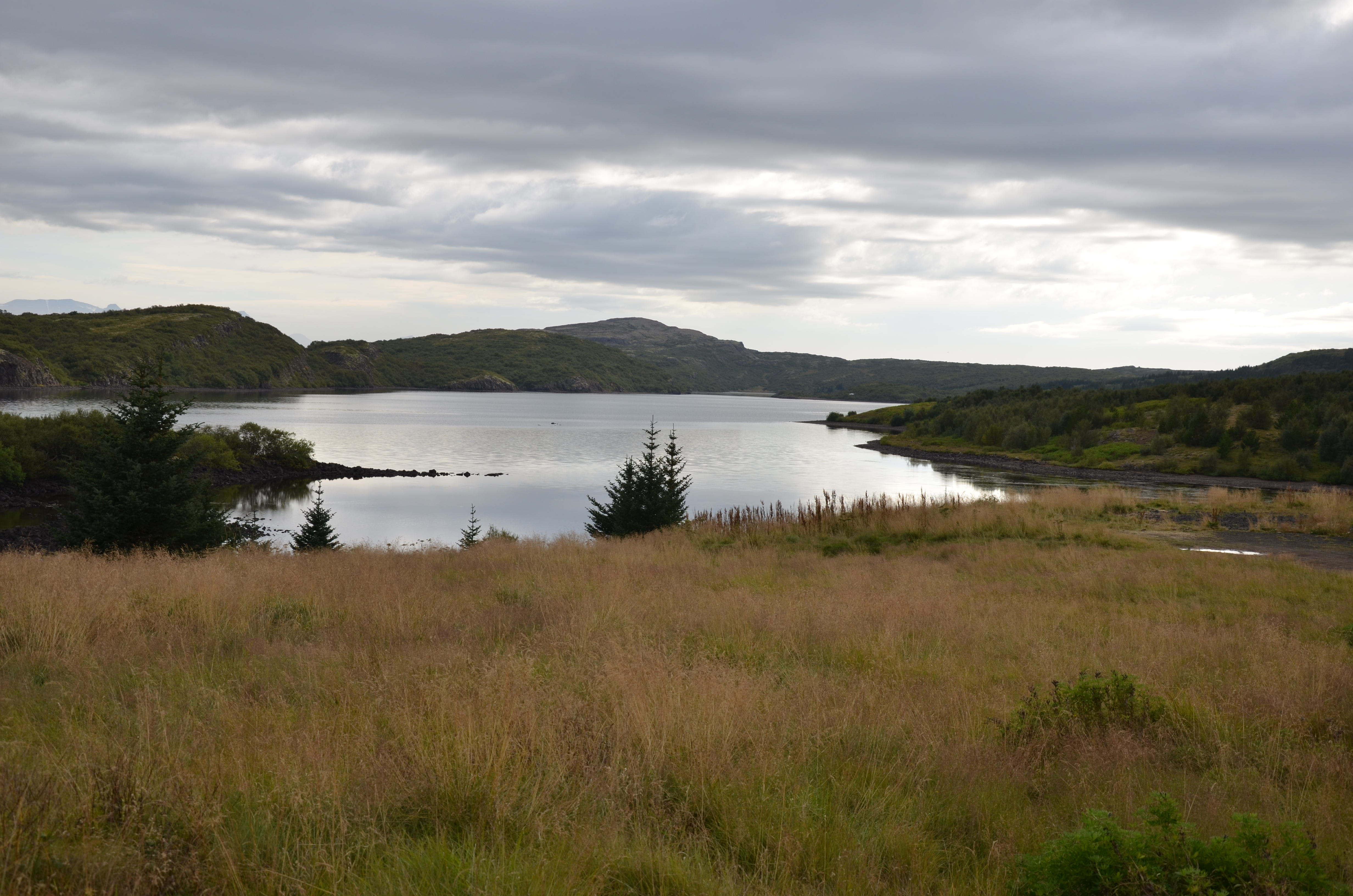
Hreðavatn